# Cornucopina gracillima
Cornucopina gracillima är en mossdjursart som beskrevs av Jean-Loup d'Hondt 1974. Cornucopina gracillima ingår i släktet Cornucopina och familjen Bugulidae. Inga underarter finns listade i Catalogue of Life.